# Paciente experto
El término paciente experto viene de la traducción del inglés: Expert Patient Programme. Este término se introdujo en España por el Dr Manuel Serrano Gil en el año 2006, con el comienzo del Programa Paciente Experto en la Región de Murcia. Este programa se basó inicialmente en el Curso de Autocuidado de la Salud para Enfermos Crónicos, de la Universidad de Stanford, en Estados Unidos. Posteriormente comenzaron en España otros cursos que también tomaron un nombre similar, como el Programa Paciente Experto Cataluña, o el Paciente Activo en el País Vasco, la Escuela del Paciente Experto o Programa Mimocardio.
En el año 2009, en la Región de Murcia, el Programa de Stanford se adaptó a pacientes con diabetes tipo 2 y Obesidad, y los pacientes participaron en reuniones grupales semanales, con una participación hasta el año 2012 de 2200 pacientes y una media de estancia en el programa de cuatro meses.
Las tres características que debe reunir un paciente experto se toman de la definición de Educación Para la Salud de la Organización Mundial de la Salud (1983):
```
Se define Educación para la Salud (EpS)como "Cualquier combinación de actividades de información y educación que conduzca a una situación en la que las personas 
quieran
 estar sanas, 
sepan
 cómo alcanzar la salud, hagan lo que puedan individual y colectivamente para mantenerla y 
busquen ayuda
 cuando la necesiten."
```

Es decir, motivación -el paciente quiere estar sano-, información -el paciente sabe-y apoyo -el paciente ayuda y se deja ayudar. Esta última característica se toma del pilar principal del Modelo de Cuidados Crónicos de la OMS: el Apoyo al Autocuidado.
Junto a estas tres características derivadas de la definición de EpS, podríamos añadir una cuarta: confianza o seguridad del paciente en que lo va a conseguir (lo que en términos psicológicos se conoce como autoeficacia).
Recientemente, se ha investigado mediante un proyecto europeo la importancia del apoyo social en la diabetes tipo 2 para la capacitación de pacientes expertos